# Tara Mines
Tara Mines je největší důl na těžbu zinku v Evropě a osmý největší na světě. Hlubinný důl Tara Mines se nachází poblíž města Navan v irském hrabství Meath. Vlastníkem a provozovatelem dolu je od roku 2004 švédská těžařská a hutní společnost Boliden AB. Tato společnost se zhruba 5 500 zaměstnanci působí na území Švédska, Finska, Norska a Irska. Sídlo správy dolu Boiliden Tara je v Navanu.

## Geografická poloha
Důlní areál Tara Mines leží na pravém břehu řeky Kells Blackwater, levostranného přítoku řeky Boyne, v nadmořské výšce kolem 40–50 metrů, jen několik set metrů od západní hranice města Navan. Zhruba 2,3 km dlouhá vlečka z železniční stanice Navan do dolu byla vybudována na tělese zrušené trati Navan Junction - Oldcastle, která byla v provozu v letech 1853–1961.

## Těžba
Naleziště zinkových, olověných a stříbrných rud bylo poblíž města Navanu objeveno při průzkumu v roce 1970. Přípravné práce byly zahájeny v roce 1973 a samotná těžba započala v roce 1977.

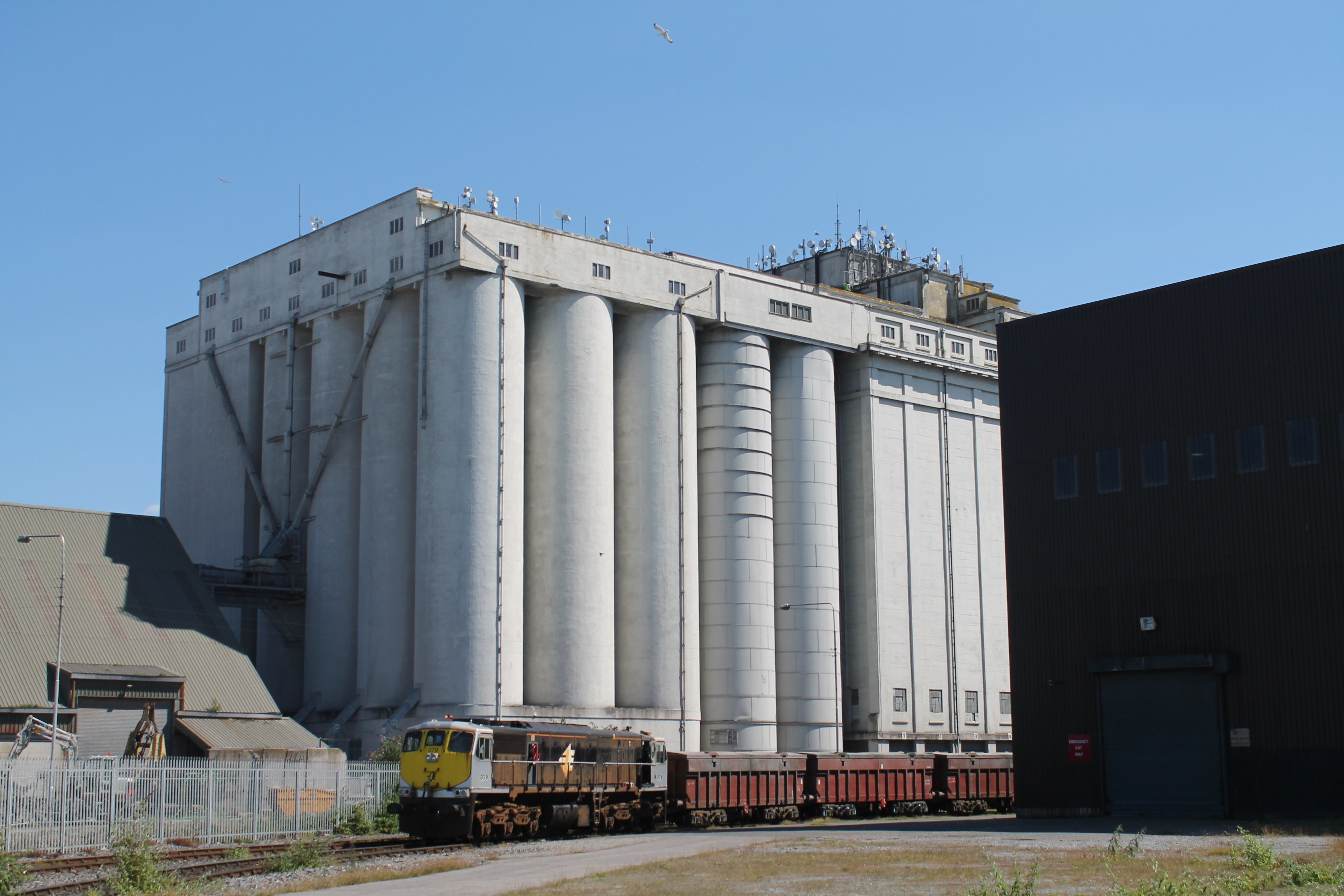
Překladiště rudního koncentrátu společnosti Boliden v dublinském přístavu

Ročně je zde vytěženo kolem 2,6 miliónů tun rudy (2016), která je dále zpracovávána do koncentrátu. Výsledkem je přibližně 200 000 tun zinkového a 40 000 tun olověného koncentrátu ročně. Tento koncentrát je pak převážen nákladními vlaky těžební společnosti do dublinského přístavu, odkud je transportován přes moře do hutních provozů ve Finsku (hutě Bolidenu v Harjavaltě a v Kokkole), v Norsku (Odda) a v dalších evropských zemích. V roce 2016 v dole pracovalo 580 zaměstnanců a zisk společnosti zde činil 476 miliónů švédských korun. V oblasti návazných činností a služeb provoz dolu zajišťuje v regionu dalších více než 2 000 pracovních míst.

## Perspektivy
V roce 2016 dosahoval důl hloubky 1000 metrů. Ve vzdálenosti zhruba 2 km od těženého ložiska byly však ve větších hloubkách nalezeny nové zásoby rudy, které představují prodloužení životnosti dolu o dalších nejméně 20 let. Podle zpráv z počátku roku 2017 společnost Boliden plánovala investice ve výši 44 miliónů €, aby bylo možno těžit rudu z hloubky až 1,9 km. Důl v Taře by se tak stal jedním z nejhlubších dolů na světě. Začátkem dubna 2017 horníci v dole Tara vstoupili do několikadenní stávky s cílem přimět provozovatele dolu ke zlepšení pracovních a zdravotních podmínek zaměstnanců.

## Další aktivity společnosti Boliden
Společnost Boliden kromě dolů v Taře a svých nejstarších dolů v Bolidenu v severošvédském revíru Skellefteå (doly Renström, Kristineberg, Kankberg a Maurliden) ještě provozuje měděný povrchový důl v Aitiku u Gällivare v severním Švédsku, povrchový rudní důl (nikl, měď, zlato, platina a palladium) v Kevitse ve Finsku, hlubinný důl Garpenberg v Hedemoře ve Švédsku (zinek, olovo, měď, stříbro a zlato) a hlubinný důl Kylylahti ve Finsku (měď, zinek, kobalt, nikl a zlato).